# Draaibrug van Arquennes
De Draaibrug van Arquennes is een metalen draaibrug over het oude Kanaal Charleroi-Brussel in Arquennes, een deelgemeente van Seneffe in de provincie Henegouwen.
De brug is eigenlijk een dubbeldeksbrug, met een verhoogd vast gedeelte voor voetgangers, en een beweegbaar gedeelte op straatniveau voor het autoverkeer. De autobrug draaide om zijn horizontale as in het midden van het kanaal zodat twee doorvaargeulen ontstonden bij een geopende brug.
De brug werd op 7 november 1978 geklasseerd als site en op 4 augustus 1989 geklasseerd als monument door de provincie Henegouwen.
Omdat het oude kanaal is vervangen door een breder kanaal en het Hellend vlak van Ronquières de functie van de vele sluizen op het oude kanaal heeft overgenomen, is de brug een vaste constructie geworden en zijn zowel de voetgangersbrug als het middenponton in het kanaal in verval geraakt.